# Прус Станіслав Володимирович
Станіслав Володимирович Прус (нар. 3 липня 2004, с. Капулівка, Нікопольський район, Дніпропетровська область, Україна) — український футболіст, півзахисник полтавської «Ворскли».

## Життєпис
Народився в селі Капулівка, на Дніпропетровщині. З 2015 по 2017 рік грав за «Електрометалург-НЗФ» з рідного Нікопольського району в юнацькому чемпіонату області. У ДЮФЛУ з 2017 по 2020 рік грав за УФК (Дніпро) та запорізький «Металург». У другій половині сезону 2020/21 років виступав за «Ворсклу» в юнацькому та молодіжному чемпіонатах України. Вперше до заявки головної команди полтавчан потрапив 11 грудня 2021 року в нічийному (1:1) виїзному поєдинку 18-го туру Прем'єр-ліги України проти «Львова». Станіслав просидів на лаві запасних усі 90 хвилин.
На професійному рівні дебютував за «Ворсклу-2», 10 серпня 2024 року в переможному (3:2) виїзному поєдинку 1-го туру групи Б Другої ліги України проти київського «Локомотиву». Прус вийшов на поле в стартовому складі та відіграв увесь матч, а на 66-й хвилині отримав жовту картку. За першу команду полтавчан дебютував 18 вересня 2024 року в програному (1:3) виїзному поєдинку 4-го туру Прем'єр-ліги України проти київського «Динамо». Прус вийшов на поле на 85-й хвилині замість Івана Нестеренка.